# Porwanie Europy (obraz Jacoba Jordaensa)
Porwanie Europy (niderl. De ontvoering van Europa) – obraz olejny flamandzkiego malarza Jacoba Jordaensa, znajdujący się w Palais des Beaux-Arts w Lille (nr inw. P 76).

## Geneza tematu
Motyw obrazu nawiązuje do mitu opowiadającego o miłości Zeusa do fenickiej księżniczki Europy. Zeus, zakochawszy się w Europie, przybrał postać białego byka i zjawił się na łące, miejscu zabaw księżniczki i jej towarzyszek. Europa, uwiedziona łagodnością i delikatnością byka, usiadła na jego grzbiecie, a ten, wykorzystując to, zerwał się do ucieczki, przepłynął morze i zatrzymał się dopiero w grocie położonej na wyspie Krecie. 

Ona widząc, że brzeg się oddala, przelękła się, jedną ręką za rogi się trzyma, drugą za grzbiet. Drży z lęku, a wiatr rozwiewa jej szaty. (Owidiusz, Metamorfozy)

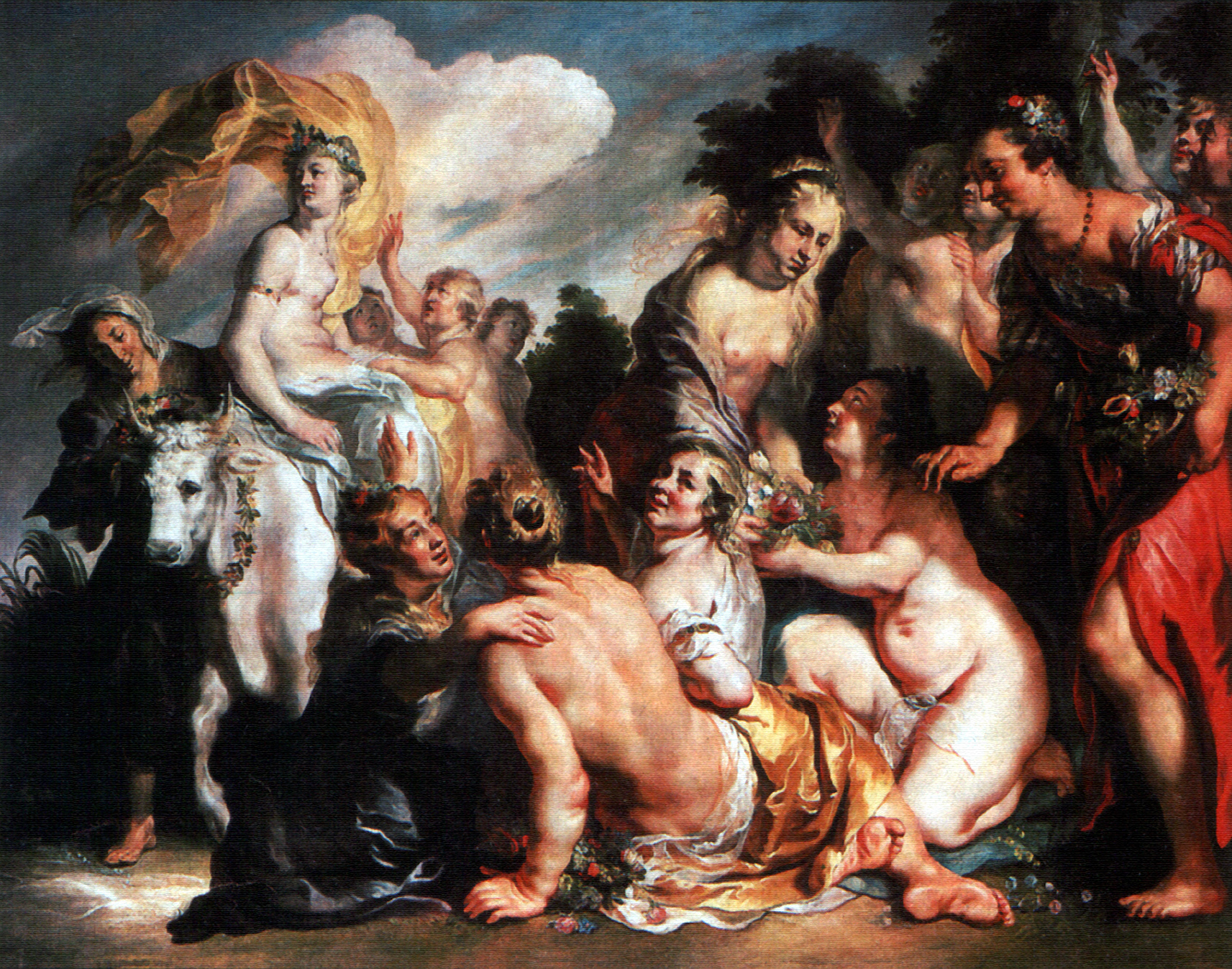
Porwanie Europy wersja z 1616, 273 × 235 cm, Gemäldegalerie Berlin

## Opis obrazu
Jordens odszedł od tradycyjnego ujęcia tematu. Zrezygnował z dynamicznego przedstawienia porwania jak w wersji Tycjana na rzecz spokojnej sceny. Obraz jest podzielony na dwie części. Po lewej stronie skupione zostały nagie postacie kobiet. Wśród nich, Europa wsiada na grzbiet potulnego byka. Jej dwie towarzyszki pomagają jej, a pozostałe kobiety zupełnie nie zwracają uwagi na rozgrywaną scenę. Jedna z nich zawiesza swoją szatę na drzewie, inna kładzie się na kolanach swojej towarzyszki. Sielska atmosfera potęgowana jest spokojnie idącym stadem ojca Europy, ukazanym po prawej stronie. Wśród niego Jordaens namalował Merkurego, którego można rozpoznać po skrzydlatej czapce i kaduceuszu. Jego zadaniem, zleconym przez Jowisza, miało być zaprowadzenie stada na wybrzeże.
Pośrodku obrazu, na górze wśród drzew, artysta przedstawił Amora, który dosiada orła i trzyma w ręku błyskawice; są to dwa typowe atrybuty Jowisza.
Obraz z francuskiej kolekcji jest drugą wersja tego samego tematu. Pierwsza powstała w 1616 roku i również utrzymana jest w spokojnej atmosferze. Towarzyszki Europy wspólnie żegnają księżniczkę, która spokojnie siedzi na grzbiecie byka.